# Aleksander Putra
Aleksander Putra (ur. 5 sierpnia 1888 w Żubrynku, zm. 13 lipca 1962 w Suwałkach) – polski działacz społeczny i polityczny, poseł na Sejm Ustawodawczy w II RP.

## Życiorys
Spędził 3 miesiące w więzieniu za udział w strajku szkolnym w 1905. Ukończył szkołę podstawową i rosyjskie gimnazjum w Suwałkach, a maturę uzyskał w polskiej Szkole Handlowej w Suwałkach (do której uczęszczał w latach 1906–1909). Następnie studiował rolnictwo na Wydziale Filozoficznym Uniwersytetu Jagiellońskiego, gdzie w 1913 uzyskał absolutorium.
W czasie I wojny światowej założył POW na Suwalszczyźnie i był jej komendantem w okręgu suwalskim do stycznia 1919. Uczestniczył w pracach Tymczasowej Rady Obywatelskiej Okręgu Suwalskiego.
Wszedł do Sejmu Ustawodawczego z listy bezpartyjnych, później przystąpił do PSL „Piast”. Od 1920 posiadał gospodarstwo rolne w Koniecborze. Był m.in. prezesem zarządu powiatowego Kółek Rolniczych. Od 1931 do 1935 należał do Stronnictwa Ludowego, z którego odszedł, nie akceptując decyzji partii o bojkocie wyborów parlamentarnych.
W 1937 został odznaczony Krzyżem Niepodległości. W 1938 stworzył żeńską szkołę rolniczą w Kukowie i męską w Dowspudzie, po II wojnie światowej przyczynił się do jej ponownego otwarcia. W czasie wojny współpracował z ZWZ-AK. Po wojnie do 1947 należał do Polskiego Stronnictwa Ludowego. Od 1948 do 1952 w Dowspudzie był nauczycielem w Państwowym Czteroletnim Liceum Rolniczym. Nie otrzymał świadczeń emerytalnych z powodów politycznych.

## Życie prywatne
Syn Jana i Antoniny z domu Siemion. Był dwukrotnie żonaty, miał czterech synów i dwie córki.